# Return to the 36 Chambers: The Dirty Version
Albums de Ol' Dirty Bastard
O.D.B.E.P.
(1998)
Singles
1. Brooklyn Zoo
Sortie : 4 janvier 1995
2. Shimmy Shimmy Ya
Sortie : 9 mai 1995

Return to the 36 Chambers: The Dirty Version est le premier album studio d'Ol' Dirty Bastard, membre du Wu-Tang Clan, sorti le 28 mars 1995.

## Réception
L'album, qui s'est classé 2e au Top R&B/Hip-Hop Albums et 7e au Billboard 200, a été certifié disque d'or par la Recording Industry Association of America (RIAA) le 21 juin 1995.
Les deux singles extraits de l'album ont obtenu un énorme succès : Shimmy Shimmy Ya est un hymne à l'amour non protégé et Brooklyn Zoo aborde la drogue et la violence dans les rues de Brooklyn.

## Récompense
L'album a été nommé en 1996 aux Grammy Awards dans la catégorie « Meilleur album de rap ».

## Liste des titres
| No  | Titre                                                                                                  | Contient un (des) sample(s) de | Durée |
| --- | --- | --- | ----- |
| 1.  | Intro                                                                                                  | The First Time Ever I Saw Your Face de Roberta Flack | 4:47  |
| 2.  | Shimmy Shimmy Ya                                                                                       | I Like It des Emotions Have Your Ass Home by 11:00 de Richard Pryor Knocks Me Off My Feet de Stevie Wonder D'Ya Like Scratchin'? de Malcolm McLaren et la World's Famous Supreme Team                                   | 2:41  |
| 3.  | Baby, C'mon                                                                                            | Protect Ya Neck du Wu-Tang Clan Brooklyn Zoo d'Ol' Dirty Bastard | 3:26  |
| 4.  | Brooklyn Zoo                                                                                           | Raw de Big Daddy Kane Protect Ya Neck du Wu-Tang Clan | 3:37  |
| 5.  | Hippa to da Hoppa                                                                                      | It's a New Day de Skull Snaps | 3:01  |
| 6.  | Raw Hide (featuring Raekwon et Method Man)                                                             | Rawhide de Frankie Laine | 4:02  |
| 7.  | Damage (featuring GZA)                                                                                 | | 2:47  |
| 8.  | Don't U Know (featuring Killah Priest)                                                                 | Ain't No Sunshine de Lyn Collins | 4:26  |
| 9.  | The Stomp                                                                                              | | 2:22  |
| 10. | Goin' Down                                                                                             | Over the Rainbow de Judy Garland Rapper's Delight de Sugarhill Gang | 4:19  |
| 11. | Drunk Game (Sweet Sugar Pie)                                                                           | | 4:20  |
| 12. | Snakes (featueing Killah Priest, RZA, Masta Killa et Buddha Monk)                                      | Papa Was Too de Joe Tex I'll Never Do You Wrong de Joe Tex Bad, Bad Leroy Brown de Jim Croce | 5:26  |
| 13. | Brooklyn Zoo II (Tiger Crane) (featuring Ghostface Killah)                                             | Risin' to the Top de Keni Burke Baby C'mon d'Ol' Dirty Bastard The Stomp d'Ol' Dirty Bastard Brooklyn Zoo d'Ol' Dirty Bastard Drunk Game (Sweet Sugar Pie) d'Ol' Dirty Bastard Damage d'Ol' Dirty Bastard featuring GZA | 7:20  |
| 14. | Proteck Ya Neck II The Zoo (featuring Brooklyn Zu, Prodigal Sunn, Killah Priest et 60 Second Assassin) | Shame on a Nigga du Wu-Tang Clan | 4:00  |
| 15. | Cuttin' Headz (featuring RZA)                                                                          | Ba-Lue Bolivar Ba-Lues-Are de Thelonious Monk Synthetic Substitution de Melvin Bliss House of God de Dimensional Holofonic Sound                                                                                        | 2:28  |

| 16. | Dirty Dancin' (featuring Method Man) | Drugs and Alcohol de Martin Lawrence                                 | 2:42 |
| 17. | Harlem World                         | Hollywood Swinging de Kool & The Gang Here I Come de Barrington Levy | 6:15 |